# كالا ديندرا (سيرري)
كالا ديندرا (Καλά Δένδρα) هي مدينة في سيرري في مقاطعة فوريا إلادا في اليونان.
يبلغ عدد سكانها حوالي 1174   نسمة.